# ليون هارت (ألبوم)
قلب الأسد (بالإنجليزية: Lion Heart)‏ هو خامس ألبوم إستديو كوري والثامن بشكل عام للفرقة الكورية الجنوبية غيرلز جينيريشن. وأول ألبوم لهن كثماني عضوات بدون العضوة جيسيكا جونغ التي خرجت من الفرقة في عام 2014. الألبوم من إنتاج لي سو مان، موسيقياً الألبوم يحتوي على أغاني من نوع إليكتروبوب وبوبلغم بوب. تم إصدار الألبوم على شكل جزئين خلال 18 و19 أغسطس 2015 بواسطة إس إم إنترتينمنت، حيث صدرت أول ستة أغاني مع أغنية ليون هارت في 18 أغسطس 2015 وأصدرت ستة الأغاني الأخرى مع أغنية يوثينك في 19 أغسطس 2015. تم توزيع نسخة أخرى من الألبوم بغلاف مختلف بعنوان يو ثينك في 26 أغسطس 2015.
يضمّ الألبوم ثلاث أغنيات رئيسية، الأغنية الأولى بارتي تعتمد على موسيقى البوب، أصدرت في 7 يوليو 2015 وتصدرت في مقدمة مخطط غاون الكوري للاغاني الرقمية وفي مركز الرابع في مخطط بيليبورد للأغاني الرقمية وفي المركز العاشر في مخطط اليابان هوت 100 وباعت الأغنية أكثر من 256،390 نسخة في الاسبوع الأول من إصدارها
الأغنية الثانية «ليون هارت» أصدرت في 18 أغسطس 2015 تعتمد موسيقاها على أسلوب الريتو مع كلمات الأغنية التي تتكلم عن الرجل الخائن الذي لا يمكن ترويضه مثل الأسد. وتصدرت هذه الأغنية في مخطط غاون للموسيقى لمدة أسبوعين وظهرت في مخطط بيليبورد للألبومات الولايات المتحدة

بينما الأغنية الثالثة ”يو ثينك” أصدرت في 19 أغسطس 2015 تعتمد على رقص البوب والهيب هوب وكلمات الأغنية ترسل رسالة تحذير للحبيب السابق الذي يقوم بنشر الأشاعات على حبيبته بعد الإنفصال عنها وتصدرت هذه الأغنية مع أغنية ليون هارت في المركز الرابع والمركز الثلاثين في مخطط غاون للموسيقى.

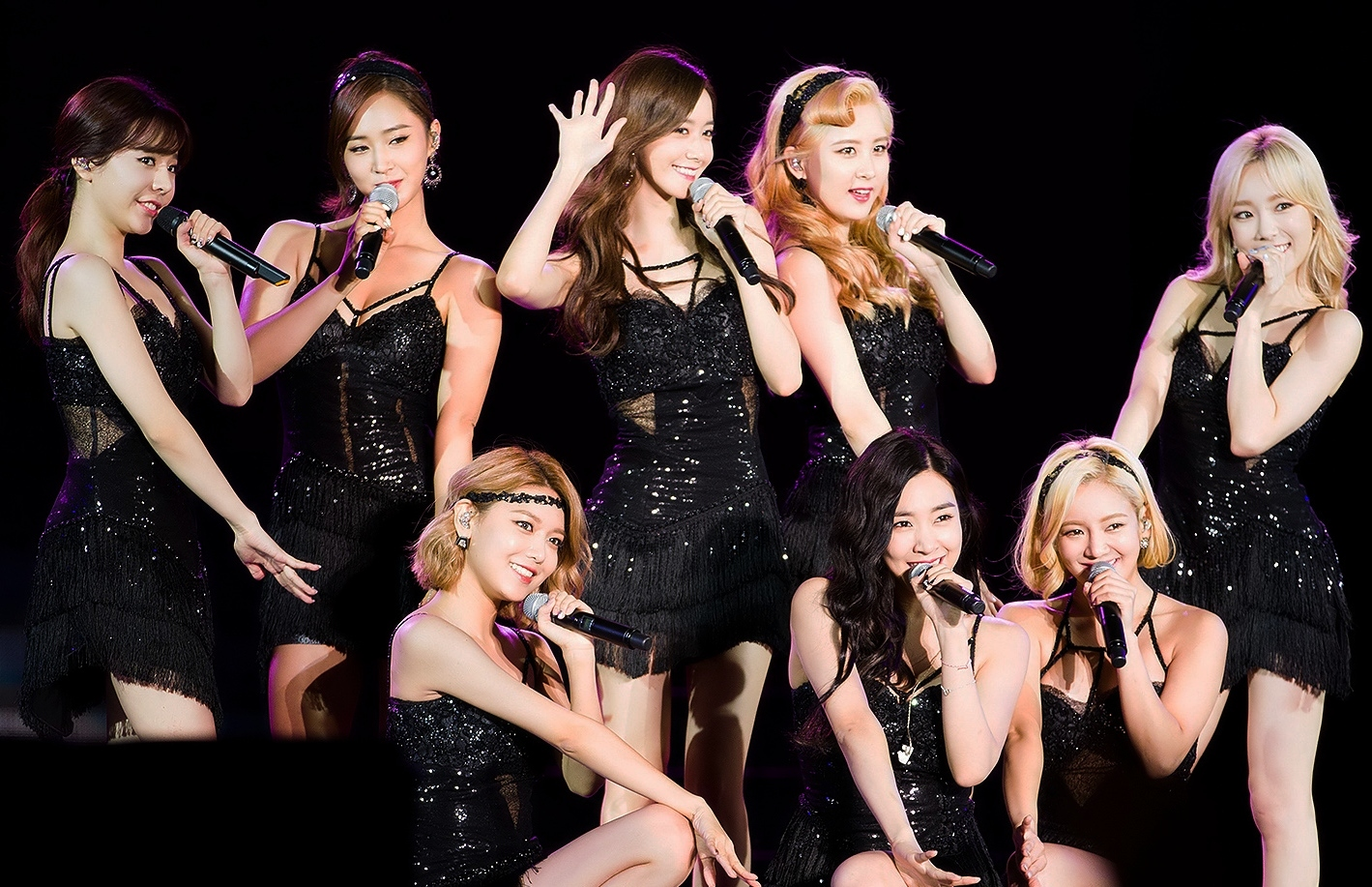
غيرلز جينيريشن أثناء تأديتهن أغنية ليون هارت في راديو ام بي سي

## الخلفية والتأليف
وفقًا لكلام الصحفية آنزا تشانغ من مجلة سلنت ماغازين، أغاني الألبوم كانت من نوع بوبلغم بوب. كتب تشيستر تشين من صحيفة ذا ستار الماليزية أن الألبوم كان عبارة عن مجموعة من أغاني البوبلغم بوب. الأغنية الأولى في الألبوم كانت، «قلب الأسد»، وهي أغنية من نوع بوبلغم بوب متأثرة بموسيقى السول التي تجعلها أغنية ذات أسلوب قديم حيث تم عزف الموسيقى على آلات الباسلين والآت النفخ النحاسية. تم تصنيف أغنية «بارتي» كأغنية من نوع إلكتروبوب مدعوم بموسيقى القيثارات وسنثسيزر والأوتا تون. بغض النظر عن أنواع الموسيقى النمطية، يشمل الألبوم أيضاً العديد من الأنواع الأخرى؛  فقد تميزت أغنية «يو ثينك» بأنها من نوع إلكتروبوب وهيب هوب وتضم نغمة تراب بيت وأبواق. أغنية «ون أفتيرنون» متأثرة بموسيقى بوسا نوفا وتتضمن موسيقى القيثارات الإسبانية، بينما أغنية «شو غيرلز» هي أغنية إلكتروبوب كانت موجودة باللغة اليابانية في ألبوم ذا بيست في عام 2014. أغنية «تشيك» كانت من نوع آر أند بي، وأغنية «ساين» وُصفت بأنها أغنية سينثبوب مظلمة. أغنية «بومب إت» كانت مزيج من الأنواع المختلفة التي تتضمن إيقاعات الهاي هات.

## أغاني الألبوم
| 1.            | "ليون هارت"                 | جيون جي-وون هوانغ سيون-جيونغ كيم جيونغ مي تشوي سو-يونغ جام فاكتوري | شون ألكسندر دارين "بيبي دي بيتس" سميث كلوديا برانت | 3:44  |       |       |       |       |       |       |       |
| 2.            | "يو ثينك"                   | جو يون-كيونغ                                                       | سارا فورسبرغ دانتي جونز براندون "بسامز" سامونز دنزيل ريميديوس راين إس.جون جوسيفر                                                                                               | 3:09  |       |       |       |       |       |       |       |
| 3.            | "بارتي"                     | جو يون-كيونغ                                                       | ألبي ألبيرتسون (موساشي) كريس يونغ (مجموعة تشيستنوت الموسيقية) أغنيس شين (مونوتري)                                                                                              | 3:13  |       |       |       |       |       |       |       |
| 4.            | "ون أفترنون"                | هوانغ هيون (مونوتري) أغنيس شين (مونوتري)                           | هوانغ هيون (مونوتري) أغنيس شين (مونوتري) | 3:35  |       |       |       |       |       |       |       |
| 5.            | "شو غيرلز (النسخة الكورية)" | مافلاي (جومباس)                                                    | ريكي هانلي بول درو (دي دبليو بي ميوزك) غريغ واتس (دي دبليو بي ميوزك) بيت بارينجر (دي دبليو بي ميوزك) جو "2 طن" كلينجتون (نوتينغ هيل ميوزيك) كاترينا براملي (نوتينغ هيل ميوزيك) | 3:39  |       |       |       |       |       |       |       |
| 6.            | "فاير ألارم"                | كينزي                                                              | كينزي يوهان غوستافسون (ترينيتي ميوزيك) فريدريك هاغستام (ترينيتي ميوزيك) سيباستيان لوندبرغ (ترينيتي ميوزيك)                                                                     | 3:11  |       |       |       |       |       |       |       |
| 7.            | "تالك تالك"                 | جو يون-كيونغ                                                       | إيريك يوهانسن (مينتل أوديو) جان هالفارد لارسن (مينتل أوديو) إيلفا ديمبرغ (ذا كينل)                                                                                             | 3:23  |       |       |       |       |       |       |       |
| 8.            | "غرين لايت"                 | مافلاي (جومباس)                                                    | هارفي ماسون جونيور ( ذا أندردوغز ) ديمون توماس ( ذا أندردوغز ) مايك دالي أندرو هاي بريت بيرتون رودني "تشيك" بيل                                                                | 2:52  |       |       |       |       |       |       |       |
| 9.            | "بارادايس"                  | يو.إف.أو مافلاي (جومباس)                                           | نيرمين هارامباسيك كورتني وولسي شاريت فيكن رينوس إريك فيلد سايما إيرين ميان | 3:50  |       |       |       |       |       |       |       |
| 10.           | "تشيك"                      | مافلاي (جومباس)                                                    | تيدي رايلي (ريد روكيت) لي هيون سيونغ (ريد روكيت) ( ko ) دومينيك "دوم" رودريغيز (ريد روكيت) دانيال "أوبي" كلاين إنجلينا لارسن                                                   | 3:26  |       |       |       |       |       |       |       |
| 11.           | "ساين"                      | كيم بوو-مين                                                        | هيتشهايكر | 3:17  |       |       |       |       |       |       |       |
| 12.           | "بومب إت"                   | جو يون-كيونغ                                                       | آن جوديث ويك روني سفندسن أوفا فهرنكروغ بيترسن غريغ فيتزجيرالد | 3:48  |       |       |       |       |       |       |       |
| المدة الكلية: | المدة الكلية:               | 41:14                                                              | 41:14 | 41:14 | 41:14 | 41:14 | 41:14 | 41:14 | 41:14 | 41:14 | 41:14 |

## المخططات

### المخططات الأسبوعية
| مخططات (2015)                               | المركز في المخططات |
| ------------------------------------------- | ------------------ |
| مخطط الألبومات اليابانية (أوريكون)          | 11                 |
| مخطط ألبومات كوريا الجنوبية (غاون)          | 1                  |
| مخطط جي ميوزك التايواني للألبومات           | 3                  |
| مخطط هيت سيكرس الأمريكي للألبومات (بيلبورد) | 7                  |
| مخطط ألبومات العالم (بيلبورد)               | 1                  |

### المخططات الشهرية
| مخططات (2015)              | المركز |
| -------------------------- | ------ |
| مخطط غاون الكوري للألبومات | 1      |

### مخططات نهاية السنة
| مخططات (2015)              | المركز |
| -------------------------- | ------ |
| مخطط غاون الكوري للألبومات | 13     |

## تاريخ الأصدار
| الدولة         | التاريخ        | النسخة                 | الشكل                | الوكالة                               |
| -------------- | -------------- | ---------------------- | -------------------- | ------------------------------------- |
| كوريا الجنوبية | 18 أغسطس، 2015 | ليون هارت الجزء الثاني | تحميل رقمي           | إس إم إنترتينمنت                      |
| كوريا الجنوبية | 19 أغسطس، 2015 | ليون هارت الجزء 2      | تحميل رقمي           | إس إم إنترتينمنت                      |
| حول العالم     | 19 أغسطس، 2015 | النسخة الأساسية        | تحميل رقمي           | إس إم إنترتينمنت                      |
| كوريا الجنوبية | 20 أغسطس، 2015 | النسخة الأساسية        | سي دي                | إس إم إنترتينمنت كي تي ميوزك          |
| كوريا الجنوبية | 26 أغسطس، 2015 | نسخة يوثينك            | سي دي                | إس إم إنترتينمنت كي تي ميوزك          |
| تايوان         | 18 مارس،2016   | النسخة الأساسية        | قرص مضغوط + دي في دي | مجموعة يونيفرسال الموسيقية التايوانية |